# Горстков, Евгений Николаевич
Евгений Николаевич Горстков (26 мая 1950, Орск — 12 сентября 2020, Москва, Зеленоград) — советский боксёр и спортивный арбитр. Четырёхкратный абсолютный чемпион СССР (1974, 1976—1978). Четырёхкратный чемпион СССР (1973, 1975—1977). Двукратный чемпион Европы (1977, 1979). Заслуженный мастер спорта СССР (1977). Выдающийся боксёр СССР (1976).
Проявил себя как мастер маневренного стиля, искусно владевший приёмами защиты и контратаки. Высокое тактическое мастерство, тонкая игровая манера делали его поединки особенно зрелищными.
В Орске с 1985 года ежегодно проводится турнир на призы Е. Горсткова.

## Биография
Занятия боксом начал в Орске в обществе «Трудовые резервы».
С 1974 года занимался в Москве, в спортивном обществе «Зенит». Постоянный тренер — Юрий Бражников.
Окончил физико-математический факультет Орского педагогического института, кандидат педагогических наук.
После окончания выступлений в спорте перешёл на тренерскую работу.

## Достижения
7 лет выступал за сборную команду СССР по боксу. С 1974 по 1981 годы Горстков провёл на ринге 228 боёв.
Чемпион Европы 1977 и 1979 годов.
Четырёхкратный чемпион СССР 1973, 1974, 1975, 1977 в тяжёлом весе. Четырёхкратный абсолютный чемпион СССР 1974, 1976, 1977, 1978 годов.
Обладатель первой «Хрустальной перчатки» (1974) — специального приза, установленного еженедельником «Неделя» сильнейшему советскому боксёру-тяжеловесу. Всего награждён пятью такими «перчатками».
Самыми главными его победами были победа над будущим чемпионом мира Грегом Пейджем в 1976 году и победа над Игорем Высоцким при отборе на Олимпиаду-1980, после которой Высоцкий в возрасте 27 лет завершил спортивную карьеру. Сам на Олимпиаду не отобрался тоже, став лишь третьим на отборочном чемпионате СССР.
Как тренер он также воспитал немало хороших боксёров, таких как:
- Хожиакбар Мамаков — мастер спорта международного класса, победитель молодёжного чемпионата Европы 2013 года[6].
- Хаджи-Мурат Буриев — победитель первенства Москвы, победитель первенства России, победитель первенства Европы.
- Кузьменко Артем — мастер спорта России, победитель чемпионата Москвы, победитель Всероссийских турниров, победитель первенства России.

## Показательные выступления
Евгений Горстков — один из трёх советских боксёров (Горстков, Заев и Высоцкий), кому за их «американскую» манеру ведения боя в 1978 году в Москве было поручено провести показательные бои с приехавшим в СССР известным чемпионом мира среди профессионалов — Мухаммедом Али.